# Emilio De Bono
Pour les articles homonymes, voir Bono (homonymie).
Emilio De Bono, né le 19 mars 1866 à Cassano d'Adda et mort exécuté le 11 janvier 1944 à Vérone, est un militaire italien longtemps proche de Benito Mussolini.
Il a été sénateur du royaume d'Italie dans la XXVIe législature. Membre du parti national fasciste (Partito Nazionale Fascista), il est l'un des quatre Quattuorvirs de la Marche sur Rome. Maréchal d'Italie et membre du Grand Conseil du fascisme, De Bono a participé à la guerre italo-turque, à la Première Guerre mondiale et à la guerre d'Éthiopie, où il a commandé l'armée italienne au début de la guerre.

## Biographie

### Les premières années
De Bono est né le 19 mars 1866 à Cassano d'Adda, fils de Giovanni de Bono, descendant des comtes de Barlassina, et d'Emilia Bazzi. Sa sœur s'appelait Maria. Il grandit dans l'athéisme et, comme il le rapporte lui-même dans ses mémoires : "l'athéisme est éclairé et rationnel, fondé sur des principes scientifiques. Je suis militaire, j'admire la raison et c'est pourquoi je suis athée". Il a toujours été très proche de la famille de sa mère et, dans son enfance, il était souvent enfant de chœur pour son oncle, le prêtre Don Giandomenico Bazzi.
En 1897, il épouse à Turin Erminia Monti-Maironi (1869-1941), dont il n'a pas d'enfant. Fils d'un officier de l'armée, il a d'abord étudié (1878) au Collège militaire de Milan, aujourd'hui appelé École militaire "Teulié", puis à l'Académie militaire de Modène. En 1884, il est promu sous-lieutenant (sottotenente) dans les Bersaglieri. Affecté en Érythrée, il participe à la campagne de 1887. En 1900, devenu capitaine (capitano), il rejoint le corps d'état-major général. Lieutenant-colonel, il a servi en Libye pendant la guerre italo-turque de 1912, ce qui lui a valu d'être fait chevalier de l'Ordre militaire de Savoie.

### Première Guerre mondiale
Promu colonel (colonnello) des Bersaglieri en 1915, il participe à la Première Guerre mondiale, où il reçoit une première médaille d'argent pour sa valeur militaire sur le Karst en 1915.
Il commande ensuite la brigade "Trapani" et est promu major général (général de brigade) (maggior generale (generale di brigata)) en 1916. Il se distingue lors de la prise de Gorizia en 1916, ce qui lui vaut une deuxième médaille d'argent. Il commande ensuite la brigade de Savone (Brigata Savona), la 38e division et, en mars 1918, le IXe corps d'armée, chargé de la défense du Monte Grappa. C'est alors que, pour galvaniser les troupes, il compose les paroles de la célèbre chanson "Monte Grappa, tu sei la mia patria", mise en musique par Antonio Meneghetti.
La résistance victorieuse contre les Autrichiens lors de la bataille du Solstice en juin 1918 lui vaut la croix de commandeur de l'Ordre militaire de Savoie. Promu lieutenant général (général de division, mais à la tête d'un corps d'armée) (Tenente Generale (generale di divisione)) au cours de l'été de la même année, il reçoit une troisième médaille d'argent de la valeur militaire pour sa contribution à la victoire finale par la défense de la Grappa.

### Adhésion au fascisme et au quadrumviro
Après l'armistice de 1919, il se voit confier le commandement du XXIIe corps d'armée, puis du corps d'armée de Vérone. Placé au poste d'auxiliaire en 1920, n'acceptant pas de se sentir mis à l'écart, il s'intéresse à la politique et rejoint cette année-là le parti national fasciste (Partito Nazionale Fascista) naissant. En réalité, le parti de Mussolini n'était cependant pas le premier choix politique de De Bono, mais plutôt une solution de repli.
En fait, le général avait déjà rendu visite aux représentants du Parti populaire (Partito Popolare) pour leur demander s'ils avaient besoin d'un ministre de la Guerre. Non content de cela, De Bono est également vu se rendant au 23 Piazza Duomo, chez Filippo Turati, pour poser la même question aux socialistes. Bien qu'il n'ait pas participé personnellement au squadrisme, il est choisi pour son prestige militaire, en octobre 1922, parmi les quattuorvirs qui mènent la marche sur Rome des chemises noires.
Il a également été président de l'Institut italien des retraites (Istituto Italiano di Previdenza).

### Chef de la police
Le 11 novembre 1922, peu après la naissance du gouvernement Mussolini, il occupe le poste de chef de la police - directeur général de la sécurité publique. En tant que chef de la police, il reconfirme Umberto Ricci comme chef d'état-major et nomme le préfet Dante Almansi comme son adjoint. Chargé de rédiger le règlement de la Milice volontaire pour la sécurité nationale (Milizia Volontaria per la Sicurezza Nazionale) fasciste, il en devient le premier général commandant en février 1923.
Par arrêté royal du 1er mars 1923, il est nommé sénateur du Royaume pour la catégorie 14 de l'article 33 du statut albertin (officiers généraux de terre et de mer).
Le 18 juin 1924, à la suite de l'assassinat du député social-unitaire Giacomo Matteotti, il démissionne de son poste de chef de la police et en octobre de celui de commandant de la milice. Il a également été contraint de démissionner de toutes ses fonctions pendant la période où il a fait l'objet d'une enquête pour avoir été parmi les organisateurs de la conspiration, mais a finalement été acquitté par le Sénat du Royaume dans l'exercice de sa compétence de Haute Cour de Justice.

### Gouverneur en Afrique et Ministre
Une fois le procès de l'affaire Matteotti terminé, De Bono accepte le poste de gouverneur de la Tripolitaine italienne de 1925 à 1928, où il fait partie des organisateurs du Grand Prix automobile de Tripoli. Grâce à son action en Tripolitaine, il est décoré de la croix de grand officier de l'Ordre militaire de Savoie pour la préparation et la direction des opérations qui ont conduit à l'occupation de tout le Sirtica occidental.
En décembre 1928, il devient sous-secrétaire d'État au ministère des Colonies, en septembre 1929, Benito Mussolini le nomme ministre des Colonies et en 1932, il accompagne le roi Victor Emmanuel III lors de sa visite en Érythrée. Il reste ministre jusqu'en janvier 1935.
Le 10 janvier 1930, il propose à Pietro Badoglio la construction de camps de concentration, pour contrer la résistance, dans la région de la Cyrénaïque, des guerriers sénussites dirigés par Omar al-Mukhtar,. Le 25 juin 1930, sur les instructions de Badoglio et de Mussolini, il commence la déportation des populations de toutes les tribus du Gabel, qui sont retirées du plateau et concentrées dans les piémonts, dans une zone semi-désertique. L'opération a concerné environ 100 000 personnes et a constitué l'une des plus grandes déportations de l'histoire du colonialisme européen En 1931, un camp de concentration a été ouvert à El-Abiar, dans lequel plus de 8 000 personnes ont été emprisonnées, détenues dans des conditions inhumaines et dégradantes, soumises à des mauvais traitements et à des violences, sans soins médicaux,.

### La guerre d'Éthiopie
En novembre 1932, à la demande de Mussolini, De Bono prépare un plan d'invasion de l'Éthiopie. Le plan décrivait une méthode traditionnelle de pénétration à l'intérieur des terres : une force relativement petite entrerait progressivement dans le sud de l'Érythrée, établissant une base de pouvoir contre des adversaires désorganisés. L'invasion prévue par De Bono était envisagée comme peu coûteuse, facile et sûre, mais très lente.
Mussolini a impliqué séparément l'armée dans la planification et, au cours des deux années suivantes, les généraux ont déterminé que cinq ou six fois plus de soldats étaient nécessaires pour l'opération prévue que ce que De Bono avait envisagé. En 1934, Mussolini avait tenté d'accentuer l'idée de guerre totale en accélérant le calendrier.
En janvier 1935, il quitte le ministère et devient gouverneur de l'Érythrée et commissaire de l'Afrique orientale italienne (Africa Orientale Italiana - AOI), puis, le 3 avril, commandant des opérations italiennes en Éthiopie pendant la deuxième guerre italo-éthiopienne et des forces d'invasion à partir de l'Érythrée, également appelées "front nord" (le front sud étant la Somalie). De Bono avait, sous son commandement direct, une force de neuf divisions de l'armée réparties en trois corps d'armée : le I, le II et le corps érythréen.

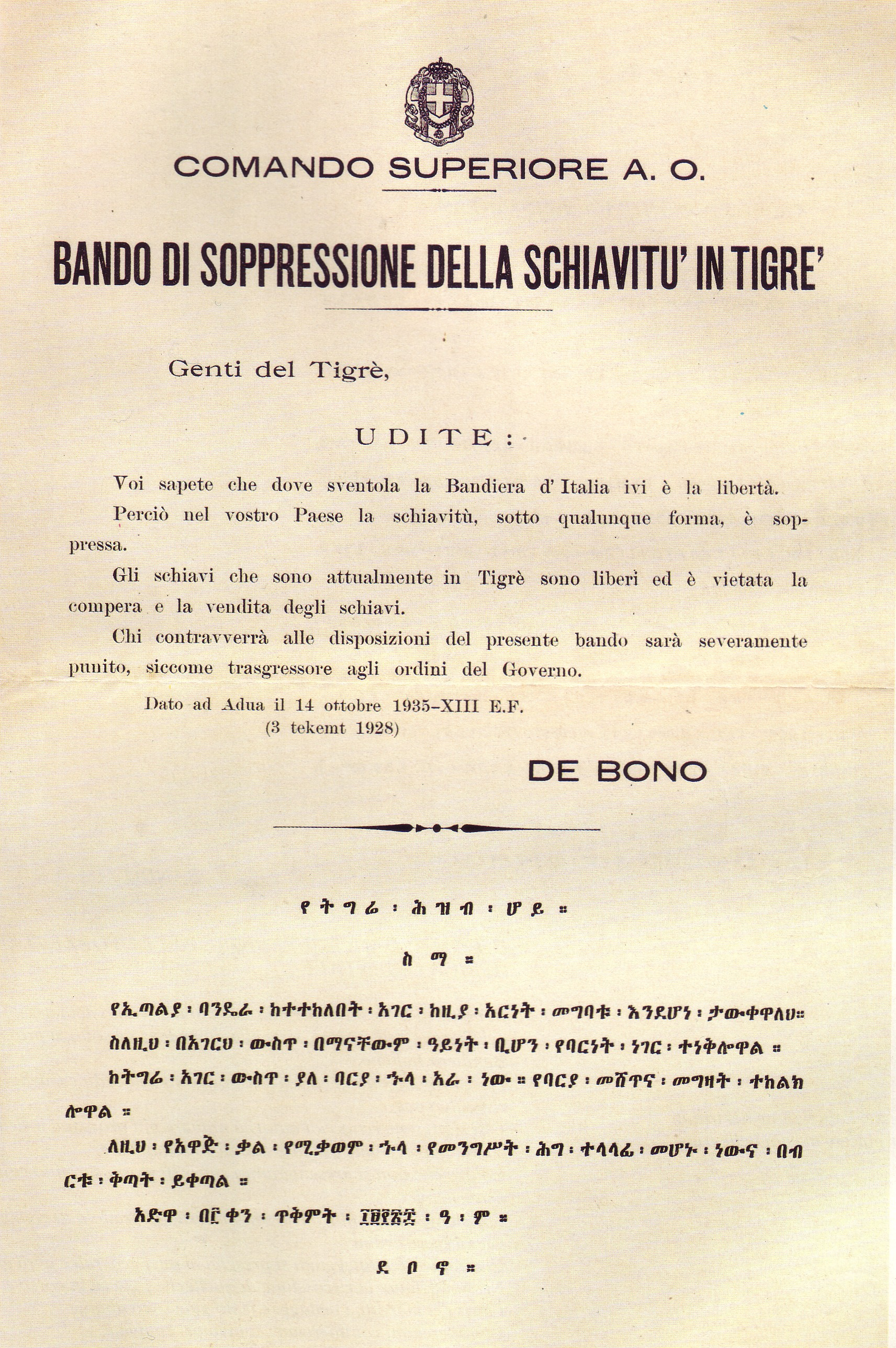
La proclamation de suppression de l'esclavage.

Le 3 octobre, les forces sous son commandement ont franchi la frontière. Le 6 octobre, ils ont pris Adoua. Peu après, De Bono est entré dans la ville d'Aksoum, importante sur le plan historique et religieux. Après ces premiers triomphes, cependant, sa progression se ralentit considérablement en raison des difficultés d'approvisionnement et du terrain accidenté dépourvu de routes.
Mais Mussolini est impatient et constate jour après jour que l'invasion est trop lente à son goût. Il presse De Bono, exigeant une extension du front et une nouvelle avancée sur la ligne Macallé-Tacazzé, et lui ordonne d'attaquer le 3 novembre. De Bono tente de protester mais doit obtempérer et le 8 novembre, le 1er corps d'armée et le corps érythréen s'emparent de Mekele et c'est la limite de l'avancée italienne sous De Bono. Le 14 novembre 1935, à Adoua, il publie une proclamation interdisant l'esclavage dans la région du Tigré,.
Il tente de poursuivre sa tactique d'avancée prudente, sachant pertinemment que l'ensemble du front est désormais en danger. L'aile gauche était trop déséquilibrée vers l'extérieur et presque isolée. Le ravitaillement, qui depuis la base de Senafé atteignait Adigrat après 80 kilomètres de pistes, devait maintenant franchir 120 kilomètres supplémentaires pour atteindre le IIe Corps sur le Tekezé. En outre, si les Éthiopiens avaient attaqué en force, ils auraient pu faire une percée, fondre sur Mekele et tous ses magasins, les détruire et encercler l'armée italienne.
Pour ces raisons, après avoir reçu l'ordre d'occuper Amba Alagi, un objectif indéfendable mais lié au souvenir de la résistance héroïque de Pietro Toselli en 1895, De Bono télégraphie à Mussolini plusieurs objections, ce qui entraîne son remplacement par Pietro Badoglio le 17 décembre, avec le télégramme d'État n° 13181, dans lequel il est rappelé qu'avec la conquête de Mekele cinq semaines plus tôt, sa mission peut être considérée comme achevée. Le 16 janvier 1936, De Bono est promu maréchal d'Italie et, le 3 octobre 1937, le roi l'honore du titre de chevalier de l'Ordre suprême de la Très Sainte Annonciade.

### Seconde Guerre mondiale

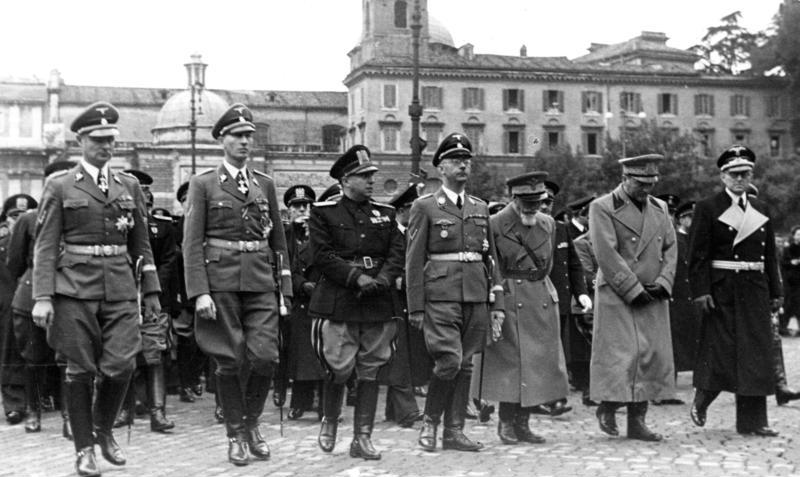
Photographie de De Bono prise à Rome le 21 novembre 1940. Le maréchal se tient entre Heinrich Himmler et Rodolfo Graziani.

En 1939, il est nommé inspecteur des troupes d'outre-mer et siège également au Sénat. En 1940, De Bono prend le commandement des défenses méridionales (Groupe d'armées du Sud) cantonnées en Sicile et s'oppose à l'entrée de l'Italie dans la Seconde Guerre mondiale, mais reste discret sur la question.
Membre du Grand Conseil du fascisme depuis sa création en 1923, lors de la réunion du 25 juillet 1943, où il s'était rendu avec une carte sainte de Saint-Joseph dans sa poche - Dino Grandi aurait eu une ou deux grenades - il est le premier à prendre la parole après le Duce : il prononce un discours de défense des forces armées, mais, compte tenu de l'atmosphère très tendue qui caractérise cette séance, il apparaît confus et peu concentré. Il intervient ensuite une autre fois, pour finalement voter en faveur de la défiance à l'égard de Mussolini.
Dans les jours qui ont suivi la chute du régime, il a bénéficié d'une forte autonomie et a même été autorisé à visiter le ministère de la Guerre. N'étant pas mécontent des partisans du nouveau chef de gouvernement Badoglio, De Bono est également convaincu que Mussolini - malgré tout - ne lui fera aucun mal ; c'est pourquoi le vieux soldat ne tente pas de fuir à l'étranger, ce qui lui avait été conseillé et auquel il avait pensé dans les jours précédant son arrestation

### Le procès et l'exécution de Vérone
Capturé à Rome le 4 octobre par les troupes de la nouvelle République sociale italienne (Repubblica Sociale Italiana - RSI) alors qu'il circulait à bicyclette, il reste à Cassano d'Adda en attendant son procès à Vérone jusqu'en janvier 1944 ; une fois emmené dans la capitale Scaliger, il est séparé des autres prisonniers pour des raisons d'âge et de santé. Lors de son procès à Vérone le 10 janvier 1944, il est condamné à mort pour haute trahison.
Le général Renzo Montagna, l'un des neuf juges, a révélé que le quadrumviro avait été initialement sauvé de l'exécution par 5 voix contre 4 (exactement comme cela s'était produit pour Tullio Cianetti). Cependant, le leader fasciste de la province de Ferrare Enrico Vezzalini menace les magistrats en les accusant de " faiblesse " et, à ce moment-là, le juge Riggio change d'avis en se rangeant du côté du coupable,. De Bono, fatigué et malade, commente sa condamnation à mort en ces termes : "Vous me trompez un peu, j'ai soixante-dix-huit ans". Sa demande de grâce est rejetée et, le 11 janvier, il est fusillé avec quatre autres anciens hiérarques fascistes.
Il est enterré, avec la petite image de saint-Joseph que sa mère lui avait donnée lorsqu'il était enfant, dans une chapelle partagée avec les familles Bazzi et Tornaghi au cimetière de Cassano d'Adda. Conformément aux dispositions de son testament, sa pierre tombale est gravée de l'épitaphe Fu e volle essere soprattutto un soldato (Il était et voulait être avant tout un soldat).

## Distinctions honorifiques
- Chevalier de l'Ordre suprême de la Très Sainte Annonciade - 3 octobre 1937
 - Chevalier de Grand-croix de l'Ordre militaire de Savoie - 19 juin 1936
 - Médaille d'argent de la valeur militaire
 - Grand officier de l'Ordre des Saints-Maurice-et-Lazare - 8 avril 1923
 - Chevalier de Grand-croix de l'Ordre de la Couronne d'Italie - 14 septembre 1920
 - Chevalier de Grand-croix décoré du Grand Cordon de l'Ordre colonial de l'Étoile d'Italie
 - Médaille à la mémoire de la campagne d'Afrique
 - Croix d'or pour ancienneté de service (40 ans)
 - Médaille commémorative de la guerre italo-turque 1911-1912
 - Croix du Mérite de la guerre
 - Médaille commémorative de la guerre italo-autrichienne 1915-1918 (deux années de campagne)
 - Médaille commémorative de l'Unité italienne
 - Médaille commémorative de la Marche sur Rome - 28 octobre 1922
 - Chevalier de Grand-croix Magistrale de l'ordre souverain de Malte - 20 janvier 1930
 - Médaille du mérite militaire de la Mauricie (dix années de service)
 - Caporal d'honneur (Caporale d'onore) de la Milice volontaire pour la sécurité nationale

## Source
- (it) Cet article est partiellement ou en totalité issu de l’article de Wikipédia en italien intitulé « Emilio De Bono » (voir la liste des auteurs).